# Perlanaan
Perlanaan (ook als Perlanaän) is een bestuurslaag in het regentschap Simalungun van de provincie Noord-Sumatra, Indonesië. Perlanaan (ook als Perlanaän) telt 5290 inwoners (volkstelling 2010).